# Gonzalo Facio Segreda
Gonzalo Justo Facio Segreda (San José, 28 de marzo de 1918 - Escazú, 24 de enero de 2018) fue un abogado, político y diplomático costarricense.

## Biografía
Nació en San José, el 28 de marzo de 1918.
Hijo de Gonzalo Facio Ulloa y María Teresa Segreda Solera. Casó en primeras nupcias con María Lilia Montejo Ortuño, con quien procreó tres hijos, Sandra, Alda y Rómulo Facio Montejo; en segundas con Ana Franco Calzia, matrimonio del que nacieron Ana Catalina, Giannina y Carla Facio Franco; y finalmente en terceras con Julia Nubia Salmerón Mejía.
Fue licenciado en Derecho de la Universidad de Costa Rica (1941) y máster en Jurisprudencia Comparativa de la Facultad de Derecho de la Universidad de Nueva York (1948).
Fue miembro fundador, con Rodrigo Facio Brenes, del despacho de abogados "Facio & Facio" (1941), luego llamado "Facio, Fournier & Cañas" (1942), debido a la incorporación de sus compañeros de generación Fernando Fournier Acuña y Alberto Cañas Escalante. Posteriormente el despacho cambió su nombre a "Facio & Cañas" (1971), como hasta la fecha se denomina.
Fue, además, miembro fundador del Centro para el Estudio de los Problemas Nacionales y del Partido Liberación Nacional, y participó activamente en el movimiento armado de 1948, que dio como resultado la fundación de la Segunda República de Costa Rica.  Militó posteriormente, por cortos períodos, en el Partido Unión Nacional, de Mario Echandi Jiménez y en el Partido Unidad Social Cristiana.
En relación a sus cargos gubernamentales, fue Subsecretario de Relaciones Exteriores de abril a mayo de 1948; y, de mayo de 1948 a noviembre de 1949, fue miembro de la Junta Fundadora de la Segunda República presidida por José Figueres Ferrer y ministro de Justicia y Gracia. Como integrante de la Junta también estuvo a cargo interinamente, por breve tiempo, de los ministerios de Relaciones Exteriores y Culto y de Economía y Hacienda. Diputado de la Asamblea Legislativa de Costa Rica (1953-1956) y la presidió durante las primeras legislaturas de su periodo. Fue ministro titular de Relaciones Exteriores y Culto por primera vez de 1970 a 1974 y por segunda vez de 1974 a 1978.  
Fue embajador de Costa Rica ante los Estados Unidos en tres oportunidades: 1956-1958, 1962-1966 y 1990-1994; presidente de la Delegación de Costa Rica a las Asamblea General de las Naciones Unidas números III, VII, X, XII, XIII, XIV, XIX y XXI; y, embajador de Costa Rica ante el Gobierno de los Estados Unidos Mexicanos (1998-2001). Posee cuarenta y siete condecoraciones otorgadas por diferentes países.
Sus libros publicados son "Lecciones de Derecho Administrativo" (1960), "Nuestra voz en el mundo" (1978), "La Confrontación este-oeste en la Crisis Centroamericana" (1985) y "Litigando en Washington" (1994). Exitoso litigante en su actividad profesional como abogado, se le considera uno de los Cancilleres de Costa Rica más brillantes de la era moderna, retirado desde 2007.

## Fallecimiento
Falleció en Escazú, el 24 de enero de 2018 a los 99 años de edad, a dos meses de cumplir los cien años.